# Au in der Hallertau

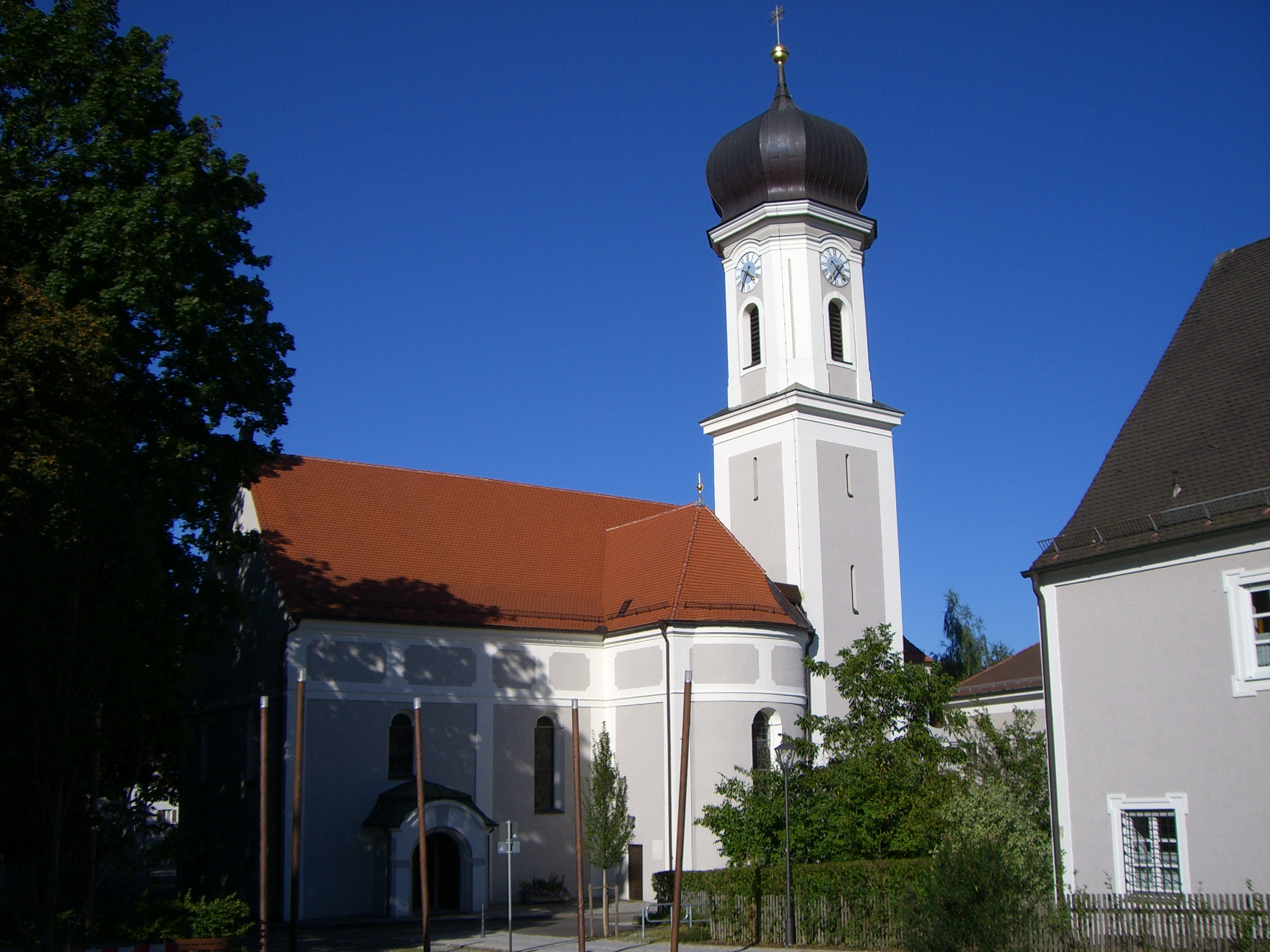
Au in der Hallertau

Au in der Hallertau este o comună-târg din districtul  Freising, regiunea administrativă Bavaria Superioară, landul Bavaria, Germania.